# Cumanotus
Cumanotus Odhner, 1907 è un genere di molluschi nudibranchi, unico genere noto della famiglia Cumanotidae.

## Tassonomia
Comprende le seguenti specie:
- Cumanotus beaumonti (Eliot, 1906)
- Cumanotus cuenoti Pruvot-Fol, 1948
- Cumanotus fernaldi Thompson & Brown, 1984